# Frank Drake
Frank Donald Drake (28. května 1930 Chicago – 2. září 2022 Aptos) byl americký astronom a astrofyzik. Byl zapojen do projektu hledání mimozemské inteligence a do jejího založení s názvem SETI. První pokusy o komunikaci s mimozemskou inteligencí proběhly v roce 1960 v projektu Ozma. Je tvůrcem Drakeovy rovnice a také se podílel na zprávě z Areciba, což je zpráva v níž je digitálně zakódován astronomický a biologický popis Země a jejích životních forem. Zpráva byla odeslána případným mimozemským civilizacím z observatoře v Arecibu.

## Mládí
Narodil se jako syn Richarda a Winfred Drakeových. Vyrůstal v jižní části Chicaga, spolu se sestrou Almy a bratrem Robertem. Již od mládí se zajímal o vědu a se svými přáteli trávil dlouhé hodiny experimentováním na poli radioastronomie, chemie, motorů a astronomie. Při studiu astronomie se začal zajímat o to, zda jsme ve vesmíru sami.
Po skončení studií na střední škole obdržel stipendium na studium elektroniky na Cornellově univerzitě. Během studií elektroniky se setkali s lidmi, kteří se zajímali o stejnou problematiku, o mimozemskou inteligenci. Roku 1951 se účastnil přednášky astrofyzika Otty Struveho. Na přednášce viděl materiály, které ukazovaly platnost teorie, že více než polovina hvězd v galaxie má své vlastní oběžnice a tím tvoří planetární systémy. Otta Struve předpokládal, že těchto planetárních systémech může existovat život. Tato přednáška Franka Draka ovlivnila. V roce 1952 na Cornellově univerzitě získal titul bakaláře.

## Služba vlasti
Po skončení studia strávil tři roky u Námořnictva Spojených států amerických, aby vynahradil prostředky, které armáda investovala formou jeho stipendiua. Službu u armády zakončil jako důstojník-elektronik na palubě USS Albany, kde získal zkušenosti s používáním nejnovějšího hi-tech vybavení. Po službě u armády zamířil na absolventské studium na Harvardovu univerzitu, kde se zaobíral oborem optické astronomie. V té době bylo jediné volné letní místo v oboru radioastronomie. Po jeho zkušenostech s elektronikou se i přes neustálou modernizaci elektroniky v oboru prosadil.
Po absolvování studia v roce 1958 obdržel nabídku místa v nově zformované National Radio Astronomy Observatory (NRAO Národní radiová astronomická observatoř) v Green Banku, ve Virginii, kde v roce 1960 provedli první pokus o vyhledání mimozemské civilizace. Jednalo se o projekt Ozma, jehož byl signatářem. Hledání probíhalo po dva týdny, kdy byly pozorovány hvězdy Tau Ceti a Epsilon Eridani. Během hledání potenciálních signálů, byl v jednom okamžiku zachycen signál, který vzbudil pozornost. Později se podařilo lokalizovat původ, jednalo se o odražený signál v atmosféře Země. V dalším průběhu hledání nebyl žádný další signál zachycen.
V roce 1961 spolu s J. Peterem Permenem, úředníkem ze Space Science Board of the National Academy of Sciences uspořádali první konferenci projektu SETI. Na tří denním setkání, konajícím se v National Radio Astronomy Observatory, bylo přítomno několik desítek vědců, kteří měli zájem o projekt SETI a pro něho to byla příprava pro uveřejnění Drakeovy rovnice.

## Drakeova rovnice
{\displaystyle N=R^{*}~\cdot ~f_{p}~\cdot ~n_{e}~\cdot ~f_{l}~\cdot ~f_{i}~\cdot ~f_{c}~\cdot ~L}
kde (v závorce je uveden odhad z roku 1961)
- N je počet civilizací v naší galaxii, u kterých lze předpokládat možnost komunikace v libovolném čase (10)
- R* je počet nových hvězd hvězd v naší galaxii (10 za rok)
- fp je poměr hvězd, které mají planety (0,5)
- ne je průměrný počet planet s vhodnými podmínkami pro život na jednu hvězdu mající planety (2)
- fl je poměr z předchozího, kde se vyvíjí život (1)
- fi je poměr z předchozího, kde se vyvíjí inteligentní život (0,01)
- fc je poměr z předchozího, kde lze očekávat snahu a možnost komunikovat (0,01)
- L je očekávaná doba přežití takových civilizací (10 000 let)

Rovnice byla zformulována jako podklad pro projekt SETI, aby názorně ukázala, kolik civilizací je v naší galaxii.

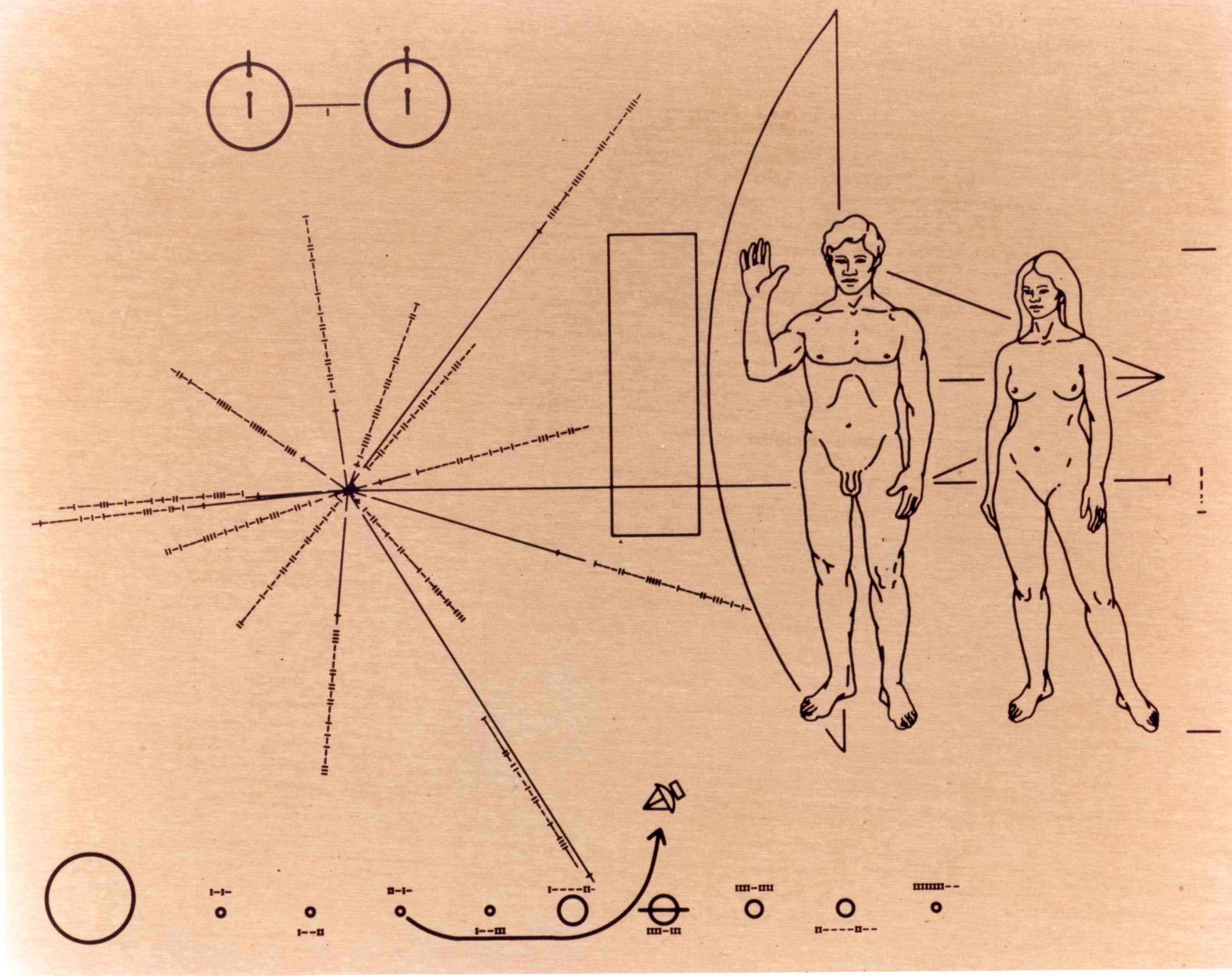
Hliníková destička pro sondy Pioneer 10 a Pioneer 11

V roce 1963 na krátkou dobu pracoval v Jet Propulsion Laboratory, v Měsíční a planetární sekci, ale později toto místo vyměnil za místo v Cornellově centru pro radiofyziku a vesmírného výzkumu (Cornell's Center for Radiophysics and Space Research). O dva roky později dostal nabídku na místo ředitele Cornellova teleskopu na observatoři v Arecibu. Spolupodílel se na návrhu destiček pro sondu Pioneer 10 a Pioneer 11. V dalších letech se podílel na vytvoření Zlaté desky Voyageru pro sondy Voyager 1 a Voyager 2. Zlaté desky Voyageru nesou poselství ke hvězdám pro potenciální mimozemšťany. Během svého života se zabýval i myšlenkami, jak by mohla vypadat případná příroda na cizích světech.
V roce 1964 začal pracovat na fakultě Cornellovy univerzity, kde se stal profesorem Národního centra pro atmosféru a ionosféru, které patřilo k observatoři v Arecibu). Do této funkce se dostal díky svým výzkumům. V roce 1984 se stal děkanem a emeritním profesorem astronomie a astrofyziky na Kalifornské univerzitě v Santa Cruz. Stal se prezidentem Mezinárodní astronomické unie v komisi pro bio-astronomii a předsedal i nadále v SETI. Z jeho publikací jsou nejznámější Inteligentní život ve vesmíru (Intelligent Life in Space1) z roku 1962, či se spolupodílel s Davem Sobelem na autobiografickém díle Je někdo tam venku? (Is Anyone Out There?) z roku 1993.